# Троя (Італія)

Троя (італ. Troia) — муніципалітет в Італії, у регіоні Апулія,  провінція Фоджа.
Троя розташована на відстані близько 250 км на схід від Рима, 135 км на захід від Барі, 25 км на південний захід від Фоджі.
Населення — 7269 осіб (2014).

## Демографія
Населення за роками:

Станом на 1 січня 2023 року в муніципалітеті офіційно проживало 250 іноземців з 22 країн, серед них 169 громадян країн Євросоюзу та 6 громадян України.

## Сусідні муніципалітети
- Біккарі
- Кастеллуччо-дей-Саурі
- Кастеллуччо-Вальмаджоре
- Челле-ді-Сан-Віто
- Фоджа
- Лучера
- Орсара-ді-Пулья